# Weston Turville
Weston Turville è un villaggio e parrocchia civile dell'Inghilterra, appartenente alla contea del Buckinghamshire.